# Hungarologie
Hungarologie nebo také hungaristika (maďarsky hungarológia nebo magyarságtudomány) je filologický vědní obor zabývající se maďarským jazykem a literaturou, ale také historií a kulturou maďarského národa.

## Název
V českém prostředí (ale i v některých jiných) se používají pro tuto vědní oblast hned dva názvy: hungaristika a hungarologie. Zatímco v maďarském prostředí se používá pouze termín hungarológia (a jeho ekvivalent magyarságtudomány), termín hungarisztika je zcela okrajový a nepoužívá se. To je dáno i tím, že název pracovníka této disciplíny odvozený od termínu hungarisztika by byl hungarista, což je ale termín již obsazený a označující přívržence maďarského nacistického hnutí zejména z období druhé světové války a před ní (srov. Strana Šípových křížů).
České termíny hungaristika a hungarologie jsou nejčastěji používany zcela záměnně. Z důvodu analogie k dalším obdobným oborům (např. bohemistika, polonistika, anglistika, hispanistika) je častější spíše termín hungaristika.

## Historie
Bádání o maďarském jazyce a literatuře začíná nejpozději v době humanismu, jako samostatný vědní obor se rozvíjí v době osvícenství a institučně se ukotvuje během maďarského národního obrození. Termín hungarologie ("die Ungarologie") použil poprvé maďarský literární vědec Róbert Gragger (1887–1926) v roce 1918. V roce 1924 pak zřídil první Collegium Hungaricum v Berlíně pro studenty zajímající se o tuto vědu.

## Současnost
Dnes se hungaristika vyučuje na školách po celé Evropě i ve světě. Minimálně jednu univerzitu s výukou hungarologie v Evropě má Bulharsko, Česko, Dánsko, Estonsko, Finsko, Francie, Chorvatsko, Itálie, Německo, Nizozemsko, Polsko, Rakousko, Rumunsko, Rusko, Severní Makedonie, Slovensko, Slovinsko, Spojené království, Srbsko, Švédsko, Turecko a Ukrajina. Dále najdeme i mimoevropské univerzity v Kanadě, Spojených státech amerických, Japonsku, Jižní Koreji, Číně, Izraeli a Egyptě.
Ústředním orgánem pro podporu hungaristiky je asociace Nemzetközi Magyarságtudományi Társaság (International Association of Hungarian Studies), která podporuje a prohlubuje spolupráce jednotlivých vzdělávacích center v Evropě a po celém světě.

## Hungarologie vČesku
V Česku se hungarologie vyučuje na Katedře středoevropských studií na Filozofické fakultě Univerzity Karlovy v Praze. Dříve byla také vyučována na Filozofické fakultě Masarykovy univerzity v Brně, kde působil i přední český hungarolog Richard Pražák.
Na pražské univerzitě probíhala výuka maďarštiny a dalších hungaristických předmětů poprvé v letech 1854–1860, kdy byl jejich vyučujícím Mansvet Riedl. Od roku 1883 probíhá hungaristická výuka téměř nepřetržitě až dosud.
Na brněnské univerzitě byla hungaristika jako diplomový obor vyučována celkem čtyřikrát v letech 1975–1995.

## Hungarologové
- Jozef Blaskovics
- František Brábek
- Pavel Bujnák
- Dana Gálová
- Evžen Gál
- Róbert Gragger
- Ladislav Hradský
- Rudolf Chmel
- Eva Irmanová
- Simona Kolmanová
- Marta Pató
- Robert Pejša
- Richard Pražák
- Petr Rákos
- Marcella Rossová
- Angelika Schreierová
- Vladimír Skalička
- Anna Valentová
- Jiří Januška
- János Sajnovics
- Josef Dobrovský
- Sámuel Gyarmathi
- Jan Amos Komenský
- Martin Vogel
- Eemil Nestor Setälä